# O Baú do Raul: Uma Homenagem a Raul Seixas

O Baú do Raul: Uma Homenagem a Raul Seixas é um tributo ao cantor Raul Seixas lançado no ano de 2004 em CD duplo e DVD.   Foi criado numa parceria do canal Multishow, a gravadora Som Livre e Kika Seixas (viúva de Raul Seixas).
Em novembro de 2003, o ano anterior aos 15 anos da morte de Raul, Kika Seixas procurou gravadoras e parceiros para concretizar o projeto. Finalmente, o Multishow e a Som Livre compraram a ideia. Foi feito um trabalho de um ano na realização. 

## Faixas
CD 1
| N.º | Título                                                     | Compositor(es)             | Duração |  |
| 1.  | "Gita (Toni Garrido)"                                      | Paulo Coelho / Raul Seixas | 6:26    |  |
| 2.  | "Ouro de Tolo (Maurício Baia)"                             | Raul Seixas                | 3:11    |  |
| 3.  | "Carimbador Maluco (CPM 22)"                               | Raul Seixas                | 2:16    |  |
| 4.  | "Al Capone (CPM 22)"                                       | Paulo Coelho / Raul Seixas | 2:55    |  |
| 5.  | "Pastor João e a Igreja Invisível (Marcelo Nova)"          | Marcelo Nova / Raul Seixas | 3:50    |  |
| 6.  | "Não Fosse o Cabral (Marcelo Nova)"                        | Raul Seixas                | 2:31    |  |
| 7.  | "Canceriano sem Lar (Rick Ferreira)"                       | Raul Seixas                | 3:43    |  |
| 8.  | "Metamorfose Ambulante (Zélia Duncan)"                     | Raul Seixas                | 4:15    |  |
| 9.  | "Eu Sou Egoísta (Pitty)"                                   | Marcelo Motta /Raul Seixas | 3:11    |  |
| 10. | "É Fim de Mês (B Negão)"                                   | Raul Seixas                | 3:17    |  |
| 11. | "Como Vovó já Dizia (B Negão e Marcelo D2)"                | Paulo Coelho / Raul Seixas | 3:04    |  |
| 12. | "Como Vovó Já Dizia (Remix por DJ Vivi Seixas e DJ Lenox)" | Paulo Coelho / Raul Seixas | 3:37    |  |

CD 2
| N.º | Título                                                                  | Compositor(es)                             | Duração |  |
| 1.  | "Rockixe (Gabriel o Pensador)"                                          | Paulo Coelho / Raul Seixas                 | 4:14    |  |
| 2.  | "Por Quem os Sinos Dobram (Detonautas)"                                 | Oscar Rasmussen / Raul Seixas              | 4:00    |  |
| 3.  | "Let me Sing, Let me Sing (Érika Martins e os Autoramas)"               | Nadine Wisner / Raul Seixas                | 3:03    |  |
| 4.  | "Rock do Diabo (Lobão)"                                                 | Paulo Coelho / Raul Seixas                 | 2:50    |  |
| 5.  | "Água Viva (Arnaldo Brandão)"                                           | Paulo Coelho / Raul Seixas                 | 4:34    |  |
| 6.  | "Não Pare na Pista (Raimundos)"                                         | Paulo Coelho / Raul Seixas                 | 3:09    |  |
| 7.  | "As Aventuras de Raul Seixas na Cidade de Thor (Pedro Luís e a Parede)" | Raul Seixas                                | 4:56    |  |
| 8.  | "Maluco Beleza (Caetano Veloso)"                                        | Cláudio Roberto / Raul Seixas              | 4:57    |  |
| 9.  | "Mosca na Sopa (Afroreggae)"                                            | Raul Seixas                                | 5:38    |  |
| 10. | "Tente Outra Vez (Sandra de Sá)"                                        | Marcelo Motta / Paulo Coelho / Raul Seixas | 3:55    |  |
| 11. | "Sociedade Alternativa (Nasi)"                                          | Paulo Coelho / Raul Seixas<                | 6:31    |  |
| 12. | "Rock das 'Aranha' (remix por Dj Marlboro)"                             | Cláudio Roberto / Raul Seixas              | 2:40    |  |